# Быть Эрикой
«Быть Эрикой» (англ. «Being Erica») — канадский телесериал 2009 года. Режиссёр — Холи Дэйл. В главных ролях — Эрин Карплак. Сериал был анонсирован под названием The Session, однако был переименован ещё до первой трансляции в 2009 году. Первую серию смотрели почти 600 тысяч человек. Количество телезрителей упало в октябре 2009 года до 400 тысяч, когда на экраны вышел второй сезон.

## Сюжет
У каждого человека есть прошлое. Все, хотя бы раз в жизни, совершали ошибки. Кому-то удавалось предвидеть последствия своих действий, а кому-то (и таких большинство) — нет. Молодая женщина по имени Эрика Стрэйндж (Эрин Карплак) — из числа большинства.
Но не у каждого есть возможность вернуться в прошлое исправить ошибки или же просто их не совершать.
Встретив психотерапевта доктора Тома (Майкл Райли), она рассказывает ему обо всех своих проблемах, связанных с теми или иными неверными решениями, которые она приняла в своей жизни. По его просьбе она составляет список всех ошибок, которые хотела бы исправить. Доктор Том использует его, чтобы отправлять Эрику в прошлое, давая ей возможность снова пережить те моменты, о которых она сожалеет. Цель путешествия — поступить так, как Эрика поступила бы сейчас, оказавшись в той ситуации.
Есть только два условия: 

1. Никто не должен знать о сеансах доктора Тома. 

2. Не пытаться изменить чужое прошлое.

## Актёры
- Эрин Карплак — Эрика Стрейндж
- Тайрон Лейтсо — Итан Уэкфилд
- Винесса Антуан — Джудит Уинтерс
- Рейган Пастернак (Reagan Pasternak) — Джулианна Джиакомелли
- Морган Келли (Morgan Kelly) — Брент Кеннеди
- Джон Бойлан (John Boylan) — Гэри Стрейндж
- Кэтлин Ласки (Kathleen Laskey) — Барбара Стрейндж
- Джоанна Дуглас (Joanna Douglas) — Саманта Стрейндж
- Адам МакДональд (Adam MacDonald) — Джош Макинтош
- Пола Бранкати — Дженни
- Сара Гейдон — Кэти
- Дэвон Бостик — Лео Стрейндж
- Лоренс Лебоф (Laurence Leboeuf) — Клэр Уэкфилд
- Майкл Райли (Michael Riley) — Доктор Том
- Себастьян Пиготт - Кай Букер
- Адам Фергус (Adam Fergus) - Адам Фитцпатрик
- Брэндон Джей МакЛарен - Ленин Кросби
- Майкл Норти (Michael Northey) - Айван
- Билл Тёрнбулл (Billy Turnbull) - Дейв

## Список эпизодов

### Первый сезон
1. Доктор Том / Dr. Tom
2. Я такая, какая есть / What I Am Is What I Am
3. Много рыбы / Plenty of Fish
4. Секрет Настоящего / The Secret of Now
5. В детство / Adultescence
6. Пока смерть не разлучит вас / Til Death
7. Какой чудесный день / Such a Perfect Day
8. Здесь будет стих / This Be the Verse
9. Все, чего она хочет / Everything She Wants
10. Mi Casa, Su Casa Loma
11. Она потеряла контроль / She’s Lost Control
12. Эрика — истребительница вампиров / Erica the Vampire Slayer
13. Лео / Leo

### Второй сезон
1. Being Dr. Tom / Быть доктором Томом
2. Battle Royale / Королевская битва
3. Mamma Mia / Мамма Миа
4. Cultural Revolution / Культурная революция
5. Yes We Can / Мы сможем
6. Shhh…Don’t Tell / Шшш… Молчи
7. The Unkindest Cut / Нож в спину
8. Under My Thumb / Все в моей власти
9. A River Runs Through It… It Being Egypt / Там, где течёт река… быть Египту
10. Papa Can You Hear Me? / Папа, ты слышишь меня?
11. What Goes Up Must Come Down / За взлётами следуют падения
12. The Importance of Being Erica / Как важно быть Эрикой

### Третий сезон
1. Кроличья нора / The Rabbit Hole
2. Двигаться дальше / Moving on Up
3. Двойная ошибка / Two Wrongs
4. Намыльте, промойте, повторите / Wash, Rinse, REPEAT
5. Быть Адамом / Being Adam
6. Грудь медведя / Bear Breasts
7. Дженни из квартала / Jenny from the Block
8. Врачу, исцелись сам / Physician, Heal Thyself
9. Остроумие Вигги / Gettin' Wiggy Wit' It
10. Племя все сказало / The Tribe Has Spoken
11. Семья Адама / Adam's Family
12. Прерванная жизнь Эрики / Erica, Interrupted
13. Фа Ла Эрика / Fa La Erica

### Четвёртый сезон
1. Доктор Кто? / Doctor Who?
2. Оссо Барко / Osso Barko
3. Мама для малыша / Baby Mama
4. Рождена такой / Born This Way
5. Отцовские грехи / Sins of the Father
6. Если бы я могла повернуть время вспять / If I Could Turn Back Time
7. Быть Итаном / Being Ethan
8. Пожалуйста, пожалуйста скажи мне / Please, Please Tell Me Know
9. Эрика в Стране Чудес / Erica's Adventures in Wonderland
10. Пурим / Purim
11. Доктор Эрика / Dr. Erica